# Soluto
Soluto（ソルト）は、Microsoft Windowsに対応している、スタートアップで起動するプログラムを整理・管理するソフトウェアである。

## 概要
このソフトウェアは、Windowsの起動が完了するまでの時間をプログラム単位で計測し、それぞれのプログラムをスタートアップに登録するべきかSolutoのコミュニティーの情報を元に、3段階で評価する機能を持つ。
また、それらのプログラムのスタートアップの状態も同じく3段階で変更が可能である。
コミュニティーの情報には、そのプログラムを何%のユーザーがスタートアップをどの状態で保持しているかを円グラフで表示する機能、またそのプログラムの解説を表示するものもある。
更に、クラッシュしたプログラムのリスト、Webブラウザのプラグインを管理する機能も持つ。
但し、ベータ版で公開されているためやや動作が不安定な場合がある。

## 評価機能
評価機能にはスタートアッププログラムの評価機能と、プログラムのスタートアップの状態を段階分けする機能がある。
- スタートアッププログラムの評価

No-brainer
スタートアップから削除できるプログラムのうち、安全に削除できるものを表す。
Potentially-removable
スタートアップから削除できる可能性のあるものを表す。上級者向けのオプションである。
Cannot be removed with Soluto (yet...)
solutoではスタートアップから削除できない（若しくはまだ削除できない）プログラムを表す。
- プログラムのスタートアップの状態の段階分け

Pause
プログラムをスタートアップから解除している状態を表す。
Delay
プログラムを通常のプログラムよりやや遅く起動させ、コンピュータに掛かる負担を軽減させている状態を表す。
In Boot
プログラムを通常の状態で起動していることを表す。

## その他の機能
クラッシュしたプログラムのリスト
今までにクラッシュしたプログラムの種類、回数、時期、間隔などが表示できる。また、それを自動的に開発元へ送信しプログラムがクラッシュした原因の究明にも使用されている。
Webブラウザのプラグインの管理
Internet Explorer、Firefox、Google Chromeのプラグインを管理し、プログラムの評価機能と同様に3段階で評価される。